# Израилев, Исаак Моисеевич
Израилев Исаак Моисеевич (20 февраля 1927 — 25 июля 2005) — российский учёный, кандидат физико-математических наук (1966), старший научный сотрудник (1971), физик-экспериментатор в области измерения рентгеновского излучения. Лауреат Сталинской (1953) и Ленинской (1964) премий. Владелец крупнейшей коллекции минералов на Южном Урале. Автор книги «Кристаллы в мире минералов».

## Биография
Родился в семье известного хирурга Моисея Израилевича Израилева (1902—1985).
После начала войны эвакуировался с родителями в Новосибирск. Там окончил среднюю школу и 3 курса инженерно-строительного института (1943—1946).
Потом учился в Ленинградском политехническом институте, а в 1950 году вместе с супругой Ревеккой Сролевной (1923—2001) прибыл по распределению в Арзамас-16. Там работал инженером, старшим инженером, младшим научным сотрудником КБ-11.
Через пять лет переехал в Челябинск-70 (Снежинск). Там работал в НИИ-1011: научный сотрудник физического сектора (1955—1963), руководитель группы отдела электрофизических установок и рентгеновских измерений (1963—1967), старший научный сотрудник (1967—1970), заместитель начальника отдела (1970—1973), начальник лаборатории рентгеновских измерений (1973—1988), ведущий научный сотрудник отдела рентгеновских и лазерных исследований (1988—2001).
С 2001 года на пенсии.
Умер 25 июля 2005 года, похоронен на Аллее Почёта в городе Снежинске Челябинской области.

## Награды и премии
- Сталинская премия третьей степени (1953) — «за ядерно-физические исследования, связанные с разработкой и испытанием изделия РДС-6с» (первой советской водородной бомбы)[1][2].
- Ленинская премия (1964)
- Нагрудный знак «Изобретатель СССР».